# 安陲乡
安陲乡，是中华人民共和国广西壮族自治区柳州市融水苗族自治县下辖的一个乡镇级行政单位。

## 行政区划
安陲乡下辖以下地区：
大段村、洋岭村、龙口村、暖坪村、九同村、江门村、泗溪村、新塘村、大伞村、三寸村、大田村、乌吉村和吉曼村。